# Chiroteuthis joubini
Chiroteuthis joubini G. L. Voss, 1967 è una specie di calamaro appartenente alla famiglia Chiroteuthidae, descritta per la prima volta da G. L. Voss nel 1967. Questi calamari sono tipicamente di piccole o medie dimensioni, con una lunghezza del mantello di circa 10 cm. Presentano un corpo gelatinoso e allungato, adattato alla vita nelle profondità marine.
La distribuzione geografica di C. joubini comprende le acque tropicali e subtropicali degli oceani Atlantico e Indiano. La specie si distingue dalle sue affini per la brevità della sezione prossimale del tentacolo e per l'assenza di ventose globulari sulle braccia.
Una caratteristica distintiva dei membri della famiglia Chiroteuthidae è la presenza di paralarve note come «doratopsidi», che vivono nelle prime centinaia di metri della colonna d'acqua oceanica. Queste paralarve possono raggiungere dimensioni notevoli, fino a 90 mm di lunghezza del mantello, e subiscono una transizione marcata verso lo stadio subadulto, durante la quale si verificano cambiamenti significativi nella morfologia del corpo e dei tentacoli.
Per quanto riguarda la riproduzione, studi su specie affini suggeriscono che C. joubini potrebbe presentare una fecondità potenziale di circa 45000-50000 uova, con un diametro massimo delle uova di 1,6-1,7 mm. Le femmine mature di Chiroteuthis mostrano spesso spermatanghi impiantati esternamente sul mantello, indicando modalità di accoppiamento specifiche.